# Dornier Do 11
Дорнье Do 11 (нем. Dornier Do 11) — немецкий двухмоторный средний бомбардировщик, разрабатывавшийся с 1931 года в швейцарском филиале фирмы Dornier.
Первоначально самолёт проектировался как грузовой (первыми эксплуатантами Do 11 стали Германские железные дороги). Do 11 представлял собой двухмоторный высокоплан с цельнометаллической конструкцией. Do 11 был первым бомбардировщиком с убирающимся шасси.

## Варианты и модификации
- Do.F — опытный предсерийный прототип с двумя двигателями «Bristol Jupiter»
- Do 11C — серийный вариант, с двумя двигателями Siemens-Halske Sh.22B-2 (650 л. с.)[2]. Вооружение составляло три пулемёта MG-15, масса бомбовой нагрузки 1000 кг. Экипаж 4 человека.
- Do 11D — модификация с двумя двигателями BMW VI, размах крыла сокращен с 28 м до 26,3 м, а законцовки крыла перепроектированы.

## Тактико-технические характеристики (Do 11D)
Источник данных: Aircraft of the Third Reich.'

Технические характеристики
- Экипаж: 4
- Длина: 18,8 м
- Размах крыла: 26,3 м
- Высота: 5,49 м
- Площадь крыла: 107,8 м²
- Масса пустого: 5 978 кг
- Максимальная взлётная масса: 8 200 кг
- Масса топлива во внутренних баках: (1 545 л)
- Силовая установка: 2 × Siemens & Halske Sh 22 B-2
- Мощность двигателей: 2 × 650 л.с. (взлёт), 599 на 1500 м (2 × 485 кВт (взлёт), 447 на 1500 м)
- Воздушный винт: четырёхлопастные, деревянные, фиксированного шага

Лётные характеристики
- Максимальная скорость: 260 км/ч
- Крейсерская скорость: 225 км/ч (на 1 000 м)
- Практическая дальность: 960 км (с 1 545 л бензина)
- Практический потолок: 4 100 м

Вооружение
- Стрелково-пушечное: 3x 7,92-мм пулемёта MG 15 (носовая, верхняя и нижняя фюзеляжные точки)
- Бомбы: до 1 000 кг

## Страны-эксплуатанты
нацистская Германия
- Люфтваффе: с 1 ноября 1933 года до 1936 года, после чего переданы из люфтваффе в лётные школы[1].

 Болгария 
- Царские ВВС Болгарии: 12 самолётов Do-11D[3] были подарены в 1936 году и приняты на вооружение в 1937 году[4] под наименованием самолет 7028 «Прилеп». До 1939 года они служили в боевых частях и до конца 1943 года использовались как учебные[1], сняты с вооружения приказом от 24 декабря 1943 г.